# 教祖の文学
『教祖の文学』（きょうそのぶんがく）とは、坂口安吾による小林秀雄論である。小林の評論の中のペシミズム的悟性とニヒリズム的姿勢を指摘しつつ、これを「教祖」と表現し、彼の文学観についての批判が述べられる。

## 発表経過
1947年（昭和22年）6月1日、『新潮』第四四巻第六号に掲載された。

## 内容
初めに著者と小林秀雄との十六、七年前の出会いについて述べられ以下のように続く。
「美しい「花」がある。「花」の美しさといふ様なものはない。彼の「花」の観念の曖昧さに就いて頭を悩ます現代の美学者の方が、化かされてゐるに過ぎない」と述べる小林に対して
と述べており、また、「世阿弥の美術観には疑いようがないから、観念の曖昧さ自体が実在であるとして、美しい「花」がある。「花」の美しさといふものはない。」という小林の著述に対して
と述べている。
これら小林の姿勢に対して著者は、彼自身の一種の奥義であると指摘し、また、悟性に基づく彼の姿勢を一種の教祖的存在であるとも述べ批判している。
「生きてゐる人間なんて仕方のない代物だな。何を考へてゐるのやら、何を言ひだすのやら、仕出かすのやら、自分の事にせよ、他人事にせよ、解つた例ためしがあつたのか。鑑賞にも観察にも堪へない。其処に行くと死んでしまつた人間といふものは大したものだ。何故あゝはつきりとしつかりとしてくるんだらう。まさに人間の形をしてゐるよ。してみると、生きてゐる人間とは、人間になりつゝある一種の動物かな（無常といふこと）」という小林の著述について著者は、過去の歴史の中の人間にのみ不動の美が存在すると述べ、生きる人間は鑑賞に耐えない、という小林を「歴史の必然」を説く但の鑑定人に過ぎないとしている。
これらの小林の観賞批判に続き、著者によって文学の姿と共に人間存在について述べられる。
これに続き作家の姿勢についても述べられる。
著者は小林の評論、観賞の姿勢を指摘しつつ宮沢賢治の詩を取り上げている。
また、人間孤独の相を説き地獄を見る小林に対して著者は、人間という存在は本来孤独でありまた唯一である、と主張し以下のように述べている。
これら人間の孤独に加えて著者は小説そのものの本性を曝いている。
　
最後に、小林の落下事故に関して教祖たる彼自身の虚無性が語られる。